# 龙凤镇 (江油市)
龙凤镇，是中华人民共和国四川省绵阳市江油市下辖的一个乡镇级行政单位。2019年12月，撤销东兴镇，将其所属行政区域划归龙凤镇管辖，龙凤镇人民政府驻江绵路2号。

## 行政区划
龙凤镇下辖以下地区：
龙泰社区、飞凤村、顺江村、鲁班村、岐山村、中坪村和龙云村。